# Поток (Караш-Северин)
Поток (рум. Potoc) насеље је у Румунији у округу Караш-Северин у општини Саска Монтана. Oпштина се налази на надморској висини од 243 m.

## Становништво
Према подацима из 2002. године у насељу је живело 301 становника, од којих су сви румунске националности.